# Estación de Jaurès
Jaurès es una estación del metro de París situada en los límites de los distritos X y XIX de la ciudad. Pertenece a las líneas 2, 5 y 7 bis. 

## Historia
La estación se inauguró con el nombre de Rue de l'Allemagne unas semanas después de abrirse el tramo de línea 2 en él que se encuentra, el 28 de febrero de 1903. El nombre hacía referencia a una calle cercana, pero con el inicio de la Primera Guerra Mundial su nombre se volvió inadecuado y fue sustituido por el actual. Algo similar ocurrió con la estación de Berlín que pasó a llamarse Liège.
El 18 de enero de 1911 llegaría la línea 7 que mucho más tarde, en 1967, se convertiría, al menos en ese tramo, en la línea 7 bis. 
Por último, el 12 de octubre de 1942 se puso en funcionamiento la estación de la línea 5.
La estación debe su nombre al político francés, y fundador del diario L'Humanité Jean Jaurès que fue asesinado por Raoul Villain días antes de empezar la Primera Guerra Mundial por posicionarse en contra de dicho conflicto. Es el único personaje que da nombre a dos estaciones totalmente diferenciadas de la red, esta y la estación de Boulogne - Jean Jaurès.

## Descripción

### Estación de la línea 2
La estación se compone de dos andenes laterales de 75 metros de longitud y de dos vías. No es una estación subterránea ya que se encuentra en un largo tramo de viaductos que sortea las vías de las estaciones de tren de París Norte y París Este, así como las aguas del Canal Saint-Martin.
Sus paredes verticales apenas están revestidas de los clásicos azulejos blancos biselados del metro parisino ya que se ha optado por usar grandes vidrieras. Cada andén está protegido por una cubierta trasparente sostenida por varias vigas de acero.
La iluminación corre a cargo del modelo néons, antiguo sistema de iluminación formado por sencillos tubos fluorescentes. 
La señalización por su parte usa la moderna tipografía Motte donde el nombre de la estación aparece en las letras blancas sobre un panel metálico de color azul. Por último, los asientos de la estación son azules, individualizados y también de tipo Motte.
En las vidrieras de la estación se puede observar una escena en la que un gran número de banderas rodean la fortaleza de la Bastilla recordando el momento previo a su toma por el pueblo parisino.

### Estación de la línea 5

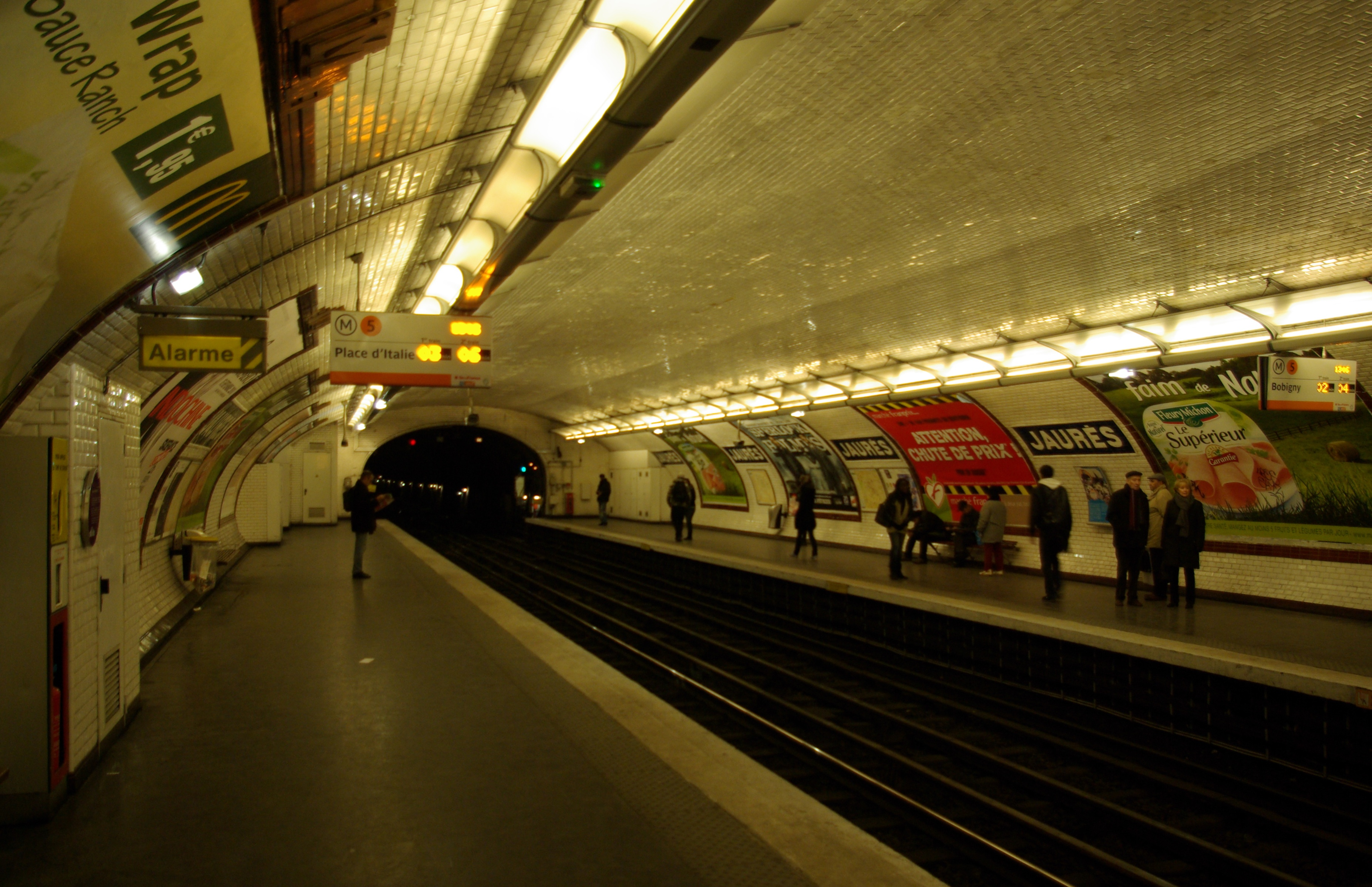
La estación de la línea 5.

La estación se compone de dos andenes laterales de 75 metros de longitud, y de dos vías. A diferencia de la anterior es subterránea.
La estación está diseñada en bóveda elíptica revestida completamente de los clásicos azulejos blancos biselados del metro parisino con la única excepción del zócalo que es de color marrón.
Su iluminación ha sido renovada empleando el modelo vagues (olas) con estructuras casi adheridas a la bóveda que sobrevuelan ambos andenes proyectando la luz en varias direcciones.
La señalización por su parte usa la tipografía CMP donde el nombre de la estación aparece sobre un fondo de azulejos azules en letras blancas. Por último, los asientos de la estación son sencillos bancos de madera.

### Estación de la línea 7 bis
La estación se compone de dos andenes laterales de 75 metros de longitud y de dos vías.
La estación está diseñada en bóveda, su revestimiento, bastante deteriorado es similar al de la estación de la línea 5.
Su iluminación también ha sido renovada empleando el modelo vagues. En cuanto a la señalización, si bien usa el mismo soporte, la tipografía elegida en este caso es la Motte. Por último, los asientos son rojos, individualizados y de tipo Motte.

## Accesos
La estación dispone de tres accesos:
- Avenida Jean Jaurès, 1
- Plaza de Stalingrado, 2
- Bulevar de la Villette, 196